# فريدريك أندرسون (لاعب كرة قدم)
فريدريك أندرسون (بالإنجليزية: Frederick Anderson)‏ (17 نوفمبر 1855 - 1 يناير 1940) هو لاعب كرة قدم بريطاني (وحمل سابقاً جنسية المملكة المتحدة لبريطانيا العظمى وأيرلندا) في مركز الهجوم. شارك مع منتخب اسكتلندا لكرة القدم. أما مع النوادي، فقد لعب مع Clydesdale F.C. ‏ ونادي كوينز بارك.

## وصلات خارجية
- فريدريك أندرسون على موقع الاتحاد الإسكتلندي (الإنجليزية)
- فريدريك أندرسون على موقع قاعدة بيانات كرة القدم.إي يو (الإنجليزية)
- فريدريك أندرسون على موقع ناشيونال فوتبول تيمز (الإنجليزية)